# Вализода, Саидали
Саидали Вализода (тадж: Саидалӣ Вализода; 10 октября 1900, Ховалингский район — 12 декабря 1971, Куляб) — таджикский поэт, музыкант, певец, композитор и таджикский народный хафиз. Заслуженный артист Таджикской ССР (1945). Народный гафиз Таджикской ССР (1960).  Отец поэтессы Хосият Вализода.

## Биография
Саидали Вализода (10 октября 1900 года, деревня Чукураки Ховалингского района, Кулябская область — 12 декабря 1971 года, город Куляб) происходил из бедной крестьянской семьи. Его отец был хитрым и поэтичным человеком. 
До революции был батраком. После революции активно участвовал в строительстве колхоза. Его первое стихотворение «Жертвы крестьянина» (1917). Победа нового строя вдохновила поэта. В честь гения и Советского государства он создал стихотворение «Ленин – брат и вождь» (1922), описывая Ленина как основоположника нового общества справедливости и народовластия.

## Творчество
Творчество Саидали Вализоды тесно связано с социалистическим строительством, с хозяйственной и культурной жизнью республики. В 1936-1938 годах он был артистом Сталинабадского колхозного театра.
Именно в эти годы он работал с А. Лахути, М. Турсунзаде, М. Рахими, Сухайли, М. Миршакар, А. Дехоти и др., с которыми он познакомился и увлёкся поэзией. В 1938 году Вализода вернулся в Ховалинг и организовал клуб музыкальной драмы при интернате Ховалингского района. Далее Вализода обучил любительскую команду детского дома Ховалинг искусству музыки и запоминания. Его стихи и рассказы «в Таджикистан» (1938), «о октябрь» (1938), «Папанинцы» (1939), «В честь Куляба» (1940), «труд» (1940) и др. печатались в периодических изданиях. В годы Великой Отечественной войны (1941 — 1945) его творчество было посвящено призыву к героизму, воинской отваге и доблести народа на пути к победе. Вализода в стихах «Новости» (1941), «Отец и сын» (1942), «Смерть фашизму» (1942), «Натвони» (1942), «Умри, собака» (1943) и т. д., выражая огромную ненависть к немецкому фашизму, он с большой гордостью прославляет упорство и героизм советских людей. В посланиях поэта «Письмо помощника» (1941), «Письмо» (1942), «Салют красному солдату» (1942) и др., в них изображено не только чувство возмездия советских людей, но и прочная связь фронта и тыла, а также духовно-политическое единство советского народа. 
В 1945 году он написал стихотворение («манзуту») о заслугах Героя Советского Союза Саидкула Турдиева: «Герой Саидкул Турдиев». В 1949 году вышел сборник его стихов «Песни» («Траны»).
Были также напечатаны сборники стихов «В долине труда» (1955), «Два брата» (1960), «Стихи и рассказы» (1965), «Весенняя погода» (1970). В этих сборниках представлены лучшие стихи до 1970 года на темы: В. И. Ленин, Октябрьская революция, Родина, хлопковые поля, борьба с боевиками, прославление мира, огромные стройки республики и другие подобные сочинения поэта были собраны вместе. Родина в образе поэта — это вечный цветок, уютный сад, мирные сады, обитель без печали, богатая и могучая. Во всех своих стихах, посвящённых своей стране, он с гордостью выразил свою бесконечную любовь к социалистической Родине. С. Вализода в стихах «Труд», «Необходимость учиться», «При посеве хлопка», «Моё призвание», «Почётный труд», «Хадаха», «Стаханов», «Свободная дочь» и др. описывает созидательное творчество советских людей и людей труда, работу и поведение рабочих на производстве. Вализода С. как воплощение идей мира и безопасности в стихах «Проклятие грабителям», «Нет воинствующим», «Нет войне» разоблачил и осудил образ иностранного империализма-поджигателя новой войны, а в стихах «Сила мира», «Провозглашение мира» пропагандировал и продвигал идеи мира и свободы.
С. Вализода также сочинял юмористические стихи. 
С. Вализода также является автором статей «История Великой Отечественной войны» (1946), «Нозими Родины» (1952), «Два брата» (1958), «Редкий и уважаемый» (1964), — в которых воплощены идеи патриотизма, гуманизма, трудолюбия и т. д.
Он также был известным таджикским певцом.

## Награды
Награждён двумя орденами «Знак Почёта» и медалями.

## Память
В составе Республиканского историко-краеведческого музейного комплекса города Куляб функционирует «Дом-музей таджикского поэта С. Вализода».